# Bəxtiyar Soltanov
Bəxtiyar Soltanov (Baku, 21 giugno 1989) è un ex calciatore azero, di ruolo attaccante.

## Carriera

### Club
Ha giocato nella massima serie azera.

## Palmarès

### Club

#### Competizioni nazionali
- Campionato azero: 1

Baku: 2008-2009
- Coppa d'Azerbaigian: 1

Baku: 2009-2010